# Costanzo ed Almeriska
Costanzo ed Almeriska è un'opera in due atti di Saverio Mercadante, su libretto di Andrea Leone Tottola. La prima rappresentazione ebbe luogo al Teatro San Carlo di Napoli il 22 novembre 1823 «con poca simpatia del pubblico».
Gli interpreti della prima rappresentazione furono:
| Personaggio | Interprete                 |
| ----------- | -------------------------- |
| Almeriska   | Joséphine Fodor-Mainvielle |
| Costanzo    | Giovanni David             |
| Oswaldo     | Luigi Lablache             |
| Ivanowna    | Fanny Eckerlin             |
| Arloski     | Gaetano Chizzola           |
| Obieski     | Massimo Orlandini          |
| Caterina    | Gaetana Gorini             |
| Golieff     | Raffaella De Bernardis     |

Il direttore era Nicola Festa. La scenografia era di Francesco Tortolj.

## Trama
L'azione è nelle campagne della Polonia.

## Struttura musicale
- Sinfonia

### Atto I
- N. 1 - Introduzione Cade il dì, di opaco vel (Arloski, Coro, Oswaldo, Ivanowna)
- N. 2 - Coro e Cavatina di Almeriska Or che i piaceri aleggiano - Spiegarvi il mio contento (Coro, Almeriska)
- N. 3 - Cavatina di Costanzo Pupille vezzose
- N. 4 - Quartetto Amistà sincera, e pura (Oswaldo, Ivanowna, Costanzo, Coro, Almeriska)
- N. 5 - Aria di Oswaldo Resta alla sposa allato (Oswaldo, Costanzo, Rosmilda, Obieski, Coro, Almeriska, Ivanowna, Arloski)

### Atto II
- N. 6 - Coro e Terzetto fra Oswaldo, Ivanowna ed Almeriska Parea che ne' suoi vortici - Vuoi, che rieda in te la pace (Coro, Caterina, Golieff, Oswaldo, Ivanowna, Almeriska)
- N. 7 - Aria di Costanzo Volo all'impresa ardita (Costanzo, Obieski, Caterina, Golieff, Coro)
- N. 8 - Duetto fra Almeriska e Costanzo Se consacrai me stessa (Almeriska, Costanzo, Coro)
- N. 9 - Coro ed Aria Finale di Almeriska Striscia dal ciel la folgore - Tu consiglia o Ciel pietoso (Obieski, Coro, Costanzo, Almeriska, Caterina, Golieff, Oswaldo, Ivanowna)